# Marwan Mohammed
Marwan Mohammed (13 de junio de 1975, París, Francia) es un sociólogo francés .

## Biografía
Es el hermano mayor de Abdessamad Mohammed y de Yassine Mohammed, jugadores del equipo de Francia de futsal, actualmente en Acces Futsal Villeneuve-La-Garenne y anteriormente en el Kremlin-Bicêtre United.

### Formación
Diplomado de un CAP de Administración contable en Fontenay-sous-Bois (1993), obtiene en 1998 el DAEU (Diploma de Acceso a Estudios Universitarios) « A » en la Universidad Paris-Est-Créteil-Val-de-Marne, después un DEUG de sociología (2000) seguido de la licenciatura (2001) y de una maestría ((2002) en la Universidad de París X Nanterre (2002). 
En 2007, sostiene una tesis en sociología llamada El lugar de las familias en la formación de las bandas de jóvenes, resulta luego investigador asociado en el Centro de investigación sociológica sobre el derecho y las instituciones penales (CESDIP) y, en 2009, a cargo de investigación en el CNRS (Centro Maurice-Halbwachs). Ha animado igualmente seminarios sobre la islamofobia y las salidas de delincuencia, en la Escuela de Estudios Superiores en Ciencias Sociales (EHESS).

## Posiciones y publicaciones
Sus temas de investigación giran en torno a las normas, las desviaciones y la reacción social, las juventudes populares, las formas de delincuencias, las formas no convencionales de politización y los usos del etnicidad.
Entrevistado en agosto de 2013 debido a la salida de su libro Islamophobie: comment les élites françaises fabriquent le problème musulman (La Découverte, 2013) coescrito con Abdellali Hajjat, declara especialmente «En la Francia contemporánea, la islamofobia es una relación establishment/marginales cuyo problema central es la legitimidad de la presencia de musulmanes e inmigrantes poscoloniales en el territorio nacional». Para Damien Simonin, el libro es una "construcción original, basada en suposiciones sólidas y análisis rigurosos" sobre la realidad y los contornos de la islamofobia, así como su historia en Francia, con la construcción progresiva, desde los años 80, de un "problema específico" relacionado con el islam.